# International Sport Karate Association
L'International Sport Kickboxing Association (ISKA) è uno dei principali organismi internazionali che regolano gli incontri di karate sportivo e kickboxing. È stata fondata nel 1985 come risposta a problemi legali e fiscali che hanno mandato in declino la Professional Kickboxing Association (PKA).